# Javier Lozano Barragán
Javier Lozano Barragán, mehiški rimskokatoliški duhovnik, škof in kardinal, * 26. januar 1933, Toluca, † 20. april 2022, Rim.

## Življenjepis
30. oktobra 1955 je prejel duhovniško posvečenje.
5. junija 1979 je bil imenovan za pomožnega škofa Méxica in za naslovnega škofa numidijske Tinise; 15. avgusta istega leta je prejel škofovsko posvečenje.
Med 28. oktobrom 1984 in 31. oktobrom 1996 je bil škof Zacatecasa.
7. januarja 1997 je bil imenovan za predsednika Papeškega sveta za pastoralno pomoč delavcem v zdravstvu.
21. oktobra 2003 je bil povzdignjen v kardinala in imenovan za kardinal-diakona S. Michele Arcangelo.
Po smrti Janeza Pavla II. je bil 2. aprila 2005 po pravilih suspendiran iz mesta predsednika, dokler ga ni novi papež Benedikt XVI. potrdil za predsednika.